# パソコンサンデー
『パソコンサンデー』は、テレビ大阪の制作により、テレビ東京系列局（メガTONネットワーク、後のTXNネットワーク）で1982年3月7日（テレビ大阪の開局6日後）から1989年6月25日まで、毎週日曜朝に放送されたパーソナルコンピュータ関連の情報番組の草分け的存在である。テレビ東京系列局とKBS京都ではシャープの一社提供。
テレビ大阪では初回から9時30分 - 10時の放送。テレビ東京では開始月のみ7時 - 7時30分に放送していたが、その翌月からは9時30分 - 10時に枠移動し、最終回までこの時間で放送した。また、テレビ東京系列のない地域（なかった地域）の一部でも系列外番販ネットが行われた。
なお本番組以降、テレビ東京系列の日曜9:30 - 10:00枠は2025年3月までの約43年に渡ってテレビ大阪の制作番組が続くことになる。

## 概要
当時パソコンは高価ではありながらも、メーカー各社から最新機種がこぞって登場し、NHK教育テレビの『趣味講座 マイコン入門』においてメーカー名などが伏せられてはいたものの、NECのPC-8001が採用されてパソコンブームの火付け役となる等、一大ブームとなっていた。
そのような背景から開始されたこの番組は、パソコンソフトの様々な利用法を判りやすく説明するとともに、その他のパソコン関連の情報も提供していた。放送開始当初は、MZ-80B や MZ-2000 といったシャープの当時の最新機種を使って基本操作や BASIC を使ったプログラミングの基礎を解説していた。
また、当時としては画期的なアイデアとして、副音声でパソコンのプログラムデータを音声により配信する試みも行われていた。視聴者はその音声をカセットテープに一旦録音し、当時パソコンの外部記憶装置として一般的だったデータレコーダでそのテープを読み込むことでプログラムを利用できるという仕組みだったが、実際には録音時の受信状態や位相の問題などでプログラムをうまく読み込めないケースが多かったようである。なお、副音声はこの部分以外は無音で放送されていた。
司会は、当時系列キー局・テレビ東京のアナウンサーからフリーキャスターに転向した小倉智昭。一時降板したが、大和田獏、下條アトム、三波豊和と変遷した後、中期には小倉が復帰しその後は番組終了まで担当した。歴代の女性アシスタントとして萩尾みどり、斉藤とも子、白石まるみなども出演している。
また宮永好道がプログラムの専門家として最初期よりレギュラー出演していたが番組末期に降板した。
中期以降は山下章やパソコン評論家として高橋雄一などもレギュラー及びゲストで出演。当時、発売前のX68000を詳しく紹介したこともあった。後期のリニューアルまでは、姫神せんせいしょんのファースト・アルバム『奥の細道』に収録されている「Gun-Do」がテーマ曲に使われていた。

## 番組内容の変遷

### 初期
NEC搭載のN88-BASICと微妙に異なるMZやX1シリーズのBASICプログラミングや使い方の各種情報を提供。これは NEC に対抗する意味もあった。そのため、最初期は宮永好道を講師としたMZシリーズ用BASICプログラム講座番組の色合いが非常に強く、プログラム講座用の番組テキストも販売されていた。
また司会の小倉はエラーを出しては講師の宮永の指導によりプログラムを修正するといった役どころから、番組内で「エラーマン」の異名が付けられ、小倉本人も司会再登板後の番組中期頃までは頻繁に自称していた。
後に視聴者から投稿プログラムを募集・紹介し、出演者で採点評価したり、上述の副音声によるプログラム配信も行われた。
オープニングアニメーションはMZ-2000で作られ、プログラミングはキャリーラボの平野洋一郎が担当した。テーマ曲は姫神せんせいしょんの Gun-Do。

### 中期 （1986年 - 1988年3月）
この頃一時降板していた小倉が復帰。パソコンの普及に従って、プログラミングよりも市販ソフトウェアの使用を中心とするユーザーが一般化していったことや、この頃発表された X68000 が、とりわけゲームユーザーやハイエンドPCユーザーに高い支持を得て、他メーカーPCとの住み分けが明確化されていったことなどから、プログラミング講座よりも、山下章や高橋雄一によるすぐに使えるパソコン・ゲームの小技、裏ワザや新商品情報など、パソコン情報紹介が番組の中心となっていった。
プログラミング特集ではX-BASICからX68000のコンパイラを用いたC言語プログラミング等も紹介されるようになる。
ゲーム紹介ではPCエンジンを内蔵したX1 Twinの登場によりPCエンジンソフトが紹介されることもあったが、番組内ではPCエンジンの名前は使われず、X1 Twin用ゲームソフト、HEシステム用ソフトなどと呼称された。また稀にシャープ製のツインファミコンを使ってファミコンソフトが紹介されることもあった。

### 末期 （1988年4月 - ）
番組のオープニングテーマがテレビ朝日系列で放送の「朝まで生テレビ!」で採用されている「Jeff Newman And His Orchestra」の『Positive Force』になる。最末期にはさらに別の曲に変更された。司会の小倉以外のレギュラー出演者は全て変更となり、番組最初期から出演していた宮永好道も降板。副音声によるプログラムの配信や視聴者プログラム投稿コーナーも終了し、一般ビジネスマン向けのコンピュータ情報レポート等のビジネスユースを対象した特集が増えるなど大幅にリニューアルされる。ただしパソコン紹介やゲーム特集などホビー寄りの特集ではその後も山下章や高橋雄一がゲストとして出演し、89年春以降の最末期には両名ともレギュラーに復帰している。
番組スポンサーであるシャープの意向により、1989年6月25日放送分をもって7年4か月間の歴史に幕を下ろした。放送期間7年4か月は、2019年に音楽番組『JAPAN COUNTDOWN』が更新するまで、日曜9時30分のテレビ大阪制作全国ネット番組としては最長記録だった。なお、2025年4月よりテレビ大阪制作のゴルフ番組『武井壮のゴルフバッグ担いでください』が30分繰り下げの日曜10:00 - 10:30に移動する事になり、これを以って約43年続いた本時間帯のテレビ大阪制作枠は終焉する事になる。

## ネット局
太字はテレビ東京系列局
- テレビ大阪 - 制作局
- テレビ東京
- 東海テレビ[7]（副音声放送は未実施）→ テレビ愛知（開局時から）
- 山陽放送（1982年7月5日から1983年12月26日まで。月曜0:05（日曜深夜）から放送〔出典：産経新聞岡山版ラジオ・テレビ欄〕。1983年10月期は西日本放送と並列放送、音声多重放送は実施せず）・西日本放送（1983年10月2日から1985年3月31日まで。1983年10月期は山陽放送と並列放送。日曜朝7:00から放送、初回から音声多重放送対応）→テレビせとうち（本放送開始後の1985年10月6日から制作局と同時ネット。開局前の試験放送期間には西日本放送が放映権を有していたため、放送せず）
- 札幌テレビ（1982年7月5日から1983年6月27日まで月曜 0:25 - 0:55（日曜深夜）に放送）[8][9] → 北海道放送（1983年7月4日から1985年6月30日まで。開始当初から1984年4月2日までは月曜 0:00 - 0:29（日曜深夜）、1984月4月8日から1985年6月30日までは日曜 23:40 - 翌0:09に放送）[10]　※最終回時点でテレビ北海道は未開局。
- テレビ西日本（初期のみ） → RKB毎日放送（放送曜日が表題と異なることから、改題した上で放送した）　※最終回時点でTXN九州（現：TVQ九州放送）は未開局。
- 東北放送
- 秋田テレビ[11]
- 福島テレビ → 福島放送
- 新潟放送
- 石川テレビ（同時ネットの時期あり）
- テレビ静岡
- KBS京都（同時ネット）
- 奈良テレビ
- びわ湖放送
- テレビ和歌山
- 広島テレビ
- くまもと県民テレビ
- 琉球放送→沖縄テレビ（途中打ち切り）

※東海地方では、在名局の東海テレビからテレビ愛知に放映権が移ったが、在名局の移行先が広域局ではなく、県域局であり、この放映権移管後に独立県域局の岐阜放送・三重テレビで放送されることがなかったため、結果岐阜・三重の各県域局では視聴できなくなった。